# Cliff Burton
Clifford Lee "Cliff" Burton (Castro Valley, Kalifornia, 1962. február 10. – Dörarp, Kronoberg megye, Svédország, 1986. szeptember 27.) amerikai zenész, a Metallica basszusgitárosaként vált ismertté.

## Életútja
Jan és Ray Burton fiaként született. Két testvére volt, Scott és Connie. San Francisco Bay Area-ban nőtt fel. A zenét apja által szerette meg, aki klasszikus zenét hallgattatott vele, és zongoraleckékre járatta. Tinédzseréveiben leginkább a rock- és a klasszikus zene érdekelte, majd átváltott heavy metalra. 13 éves korában kezdett basszusgitározni, miután bátyja meghalt. Szülei szerint „a bátyja miatt akart a legjobb basszusgitáros lenni.” Naponta hat órát gyakorolt (egészen a Metallicához való csatlakozásáig). A klasszikus zene és a dzsessz mellett Burtonre még hatással volt a southern rock, a country és a blues. Zenészként és zenekarként ezek az előadók hatottak rá: Geezer Butler, Blue Öyster Cult, Misfits, Queen, Thin Lizzy, Rush.
Mialatt a Castro Valley High School-ba járt, megalapította első zenekarát, az "EZ-Street"-et. A zenekar egy Bay Area-beli topless bárról kapta a nevét. Az együttes további tagjai a jövőbeli Faith No More-gitáros "Big" Jim Martin és jövőbeli Faith No More- és Ozzy Osbourne-dobos, Mike Bordin. Burton és Martin folytatták zenei pályájukat, miközben a Chabot College diákjai lettek, Haywardban. Második zenekarával, a "Agents of Misfortune"-nel beneveztek a helyi "Battle of the Bands" ("Bandák csatája") versenyre, 1981-ben. A versenyt felvették videóra, amin már játszott részleteket két későbbi Metallica-dalból ("(Anesthesia) Pulling Teeth", "For Whom the Bell Tolls"). 1982-ben csatlakozott első komolyabb zenekarához, a Traumához.

### A Metallicában
1982-ben a Trauma Los Angelesbe ment, hogy fellépjen a Whisky a Go Go klubban. A klubban jelen volt James Hetfield és Lars Ulrich, az egy évvel azelőtt alapított Metallica két tagja. Amikor hallotta Burton játékát, Hetfield így fogalmazott: „Ez egy fantasztikus zúzás volt”, ugyanis azt hitték, hogy Burton valójában egy gitáros. Amikor megtudták, hogy valójában basszusszólót hallottak, megpróbálták beszervezni Burtont saját zenekarukba. Megkérdezték tőle, hogy nem akarja-e átvenni Ron McGovney helyét, és mivel Burton úgy érezte, hogy a Trauma „már csak pénzért zenél”, belépett a Metallicába. Az ötlet, hogy a zenekar Los Angelesben telepedjen le, akadályba ütközött, ugyanis Burton nem akart elköltözni San Franciscóból. Ezért a San Franciscó-i El Cerrito-t tették meg székhelyül.
Burton első munkája a zenekarral a Megaforce demó volt. Előző demójukat, a No Life 'til Leathert sikerült eljuttatni John Zazulához, a Megaforce Records tulajdonosához. A zenekar egyből Old Bridge-be, New Jersey-be ment, hogy aláírják a szerződést Zazula kiadójával. Első albumuk a Kill ’Em All volt, ami tartalmazta Burton basszusgitárszólóját, az "(Anesthesia) Pulling Teeth"-et, amihez effekteket is alkalmazott, például wah pedal-t (abban az időben basszusgitáros nem használt wah pedalt, ugyanis azt hat húros gitárhoz alkalmazták, bár volt egy kivétel is, Geezer Butler, a Black Sabbath basszusgitárosa is használta ezt az effektet a Sabbath első albumán).
A zenekar második albuma a Ride the Lightning, ami tovább tágította zenei horizontjukat. Burton is sokkal több számban vett részt: nyolc dalból hatban működött közre. Ezen az albumon is használ effekteket a "For Whom the Bell Tolls" és a "The Call of Ktulu" számokban.
A Ride the Lightning már a nagyobb kiadók figyelmét is felkeltette. A zenekar leszerződött az Elektra Recordshoz, és elkezdtek munkálkodni következő albumukon, a Master of Puppetsen, ami később a thrash metal és az egész heavy metal műfaj meghatározó lemeze lesz. Ezen az albumon is nagymértékben részt vett Burton a dalírásban, főleg az "Orion" című, instrumentális szerzeményben. Ezen az albumon szerepel egyébként Burton kedvenc Metallica száma, a "Master of Puppets". A Master of Puppets volt a zenekar igazi áttörése, viszont egyben Burton utolsó albuma is a Metallicával.
Burton utolsó előadása 1986. szeptember 26-án volt, Stockholmban. Utolsó fellépéseit a zenekarral le lehet tölteni a Metallica weboldaláról.

### Halála

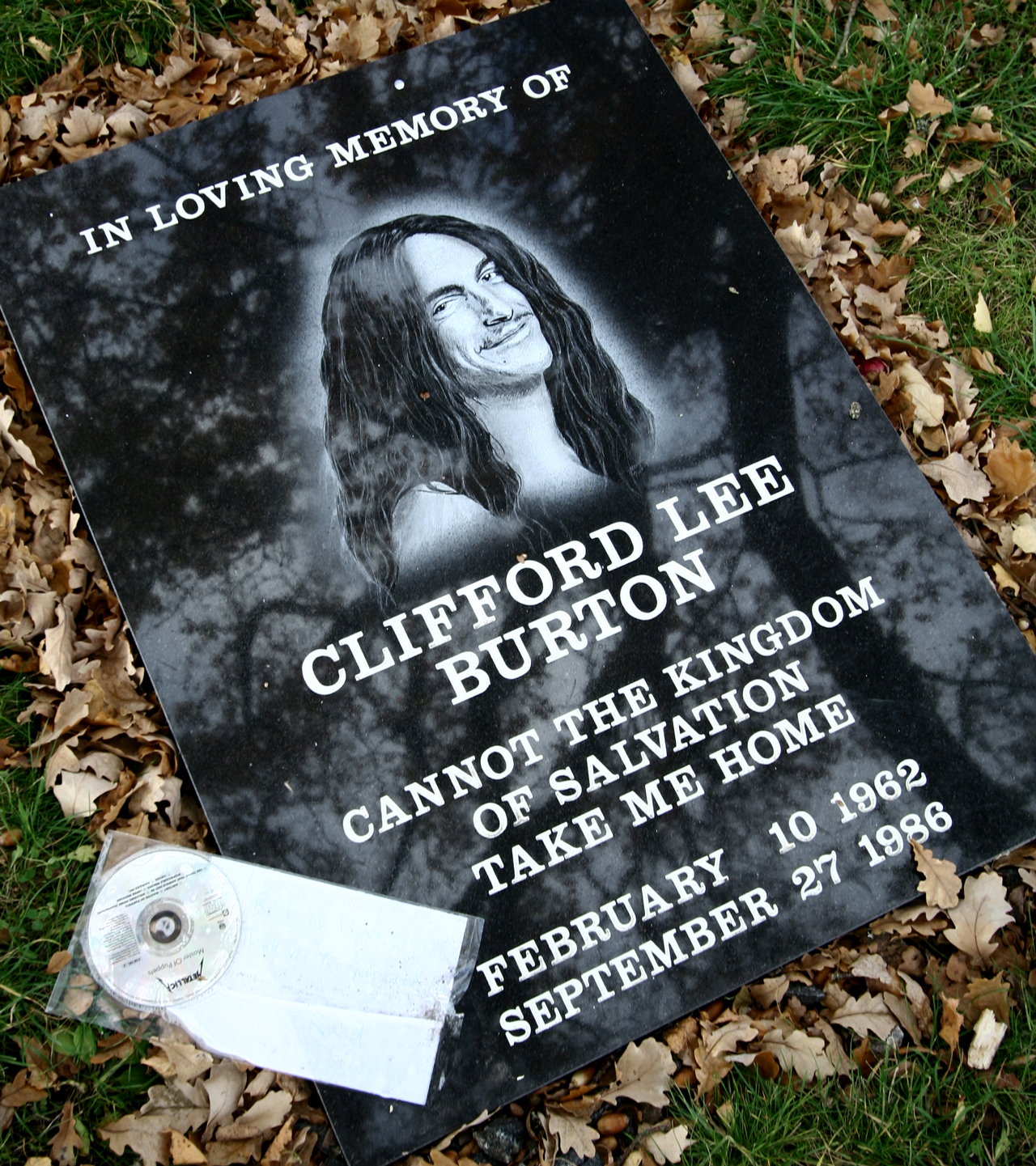
Emlékmű a baleset helyszínének közelében. Az emlékmű mellett egy Master of Puppets CD látható.

A Damage Inc. turné európai részében a zenekar úton volt turnébuszukkal. Mivel az ágyak kényelmetlenek voltak, Hammett és Burton kártyázni kezdtek, hogy eldöntsék, ki aludjon az emeletes ágy tetején. 1986. szeptember 26-ának éjjelén Burton nyert egy pikk ásszal, ezért lehetőséget kapott, hogy ágyat válasszon. Hammett ágyát választotta. Alvás közben reggel hét órakor (27-én) a buszsofőr szerint a busz megcsúszott a tükörjégen az úton (2 mérföldre Ljungbytól), és kiment a fűre közel Dörarphoz, Svédország déli részén. Burton kiesett az ablakon és a busz rádőlt, ott helyben meghalt. James Hetfield később elmondta, először azt hitte, a busz azért csúszott le az útról, mert a sofőr részeg volt, ugyanis alkoholszagot érzett rajta. Hetfield később azt is elmondta, hogy az eset után sétált a baleset helyszínén, de nem talált tükörjeget az úton.
Burton hamvait a Maxwell Ranchon szórták szét. Temetése alatt az "Orion" című dal szólt, amit Hetfielddel közösen írt. A "...cannot the Kingdom of Salvation take me home?" című szöveg a "To Live Is to Die"-ból rá van írva Burton emlékművére.

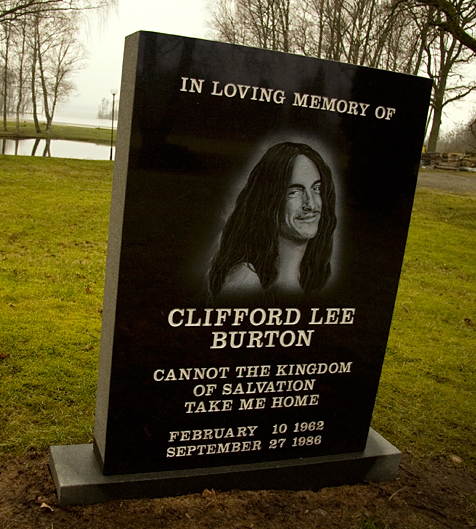
Burton emlékköve.

A legjobban ismert nem-Metallica tisztelgés Burton előtt az "In My Darkest Hour" című dal a Megadethtől. Dave Mustaine elmondta, hogy miután hallott barátja haláláról, egyből leült dalt írni és azonnal megírta a dal zenéjét. A dal szövege azonban független Burton halálától. Mustaine nagyon jó barátja volt Burtonnek. Mustaine azt mondta, hogy Burton halála inspirálta a dalt.
2006. október 3-án emlékkövet avattak Svédországban, nem messze a baleset helyszínétől.
Az Anthrax az Among the Living című albumát Burtonnek ajánlotta, csak úgy, mint a Metal Church a The Dark című albumát.
2009. április 4-én posztumusz beiktatták a Rock and Roll Hall of Fame-be. Apja, Ray Burton mondott beszédet.
A To Live Is to Die: The Life and Death of Metallica's Cliff Burton című életrajzi könyv 2009 júniusában jelent meg. A könyvben Hammett írta az előszót.

## Diszkográfia

### Metallica
Stúdióalbumok
- Kill ’Em All (1983)
- Ride the Lightning (1984)
- Master of Puppets (1986)

Demók
- No Life 'Til Leather (1982) (feltüntetve, de nem játszott rajta)
- Megaforce (1983)

### Trauma
Válogatások
- Metal Massacre Vol.II (1982)